# A-10 Attack!
A-10 Attack! est un jeu vidéo de simulation de vol de combat pour macintosh édité par Parsoft Interactive (en) en 1995. Le joueur y pilote un Fairchild A-10 Thunderbolt II. Le jeu précède A-10 Cuba!.

## Évaluation
| Nom                         | Date           | Note    |
| --------------------------- | -------------- | ------- |
| Mac Ledge                   | 1995           | 4,7 / 5 |
| Computer Gaming World (CGW) | Septembre 1995 | 4 / 5   |
| AllGame                     | 1998           | 3,5 /5  |